# あんこまパン
『あんこまパン』は林望作詞、伊藤康英作曲の歌曲。林の同名の創作料理を元にしている。

## 概要
林は、食べ物に関するオノマトペを主題とするエッセイ集『音の晩餐』（1993年、徳間書店、ISBN 9784195551882）を上梓した。その中に「あんこまパン」という項目があり、林の創作レシピを載せていた。
伊藤はそのレシピ自体を歌詞として歌曲に仕立てて、楽譜を林に送付した。なお、その時点で林と伊藤には面識がなかった。
歌詞（エッセイ）では使用するマヨネーズにキユーピーマヨネーズを指定している。同時に味の素のマヨネーズで作るあんこまパンは良好ではないとも記している。宮本益光は自身のリサイタルでこの歌曲をたびたび歌っているが、「キユーピー指定なら、味の素マヨネーズ指定の料理を考案しよう」と味の素マヨネーズを用いる歌曲『チョコマ茶漬け』とレシピを宮本作詞、加藤昌則作曲で作成した。

## 構成
3楽章からなる。
1. 信じてくれないだろうなあ
2. 材料
3. サンドイッチ用のパンに

## 販売
- 『あんこまパン 林望抒情小曲集』 - 1997年、小学館、ISBN 9784094800913
CDブック。収録は、子どもたちのための歌曲集「めぐる季節に」、歌曲「あんこまパン」、歌曲集「行け、わが想い」

## 料理としてのあんこまパン
考案は、林の学生時代の頃となる。
学生時代に信州の別荘で過ごしていた頃、林は古くからある和菓子屋からあんこを買ってきては、溶かしてお汁粉にしたり、パンにつけて食べていた。また、林の中学時代に関西から転校してきた友人が甘い卵焼きとマヨネーズで作ったサンドイッチを食べていた記憶から、甘い卵焼きとマヨネーズが合うなら、あんことマヨネーズも合うに違いないと考えた。

### レシピ
材料
- 薄切りの食パン
- 冷やしたこしあん
- マヨネーズ
  - 林はキユーピーマヨネーズを指定している。味の素のマヨネーズで作るあんこまパンは良好ではないとのこと。

作り方
- 食パンにこしあんとマヨネーズを挟む。